# 帕劳-萨瓦尔德拉
帕劳-萨韦尔德拉，是西班牙加泰罗尼亚赫罗纳省的一个市镇。总面积17平方公里，总人口852人（2001年），人口密度50人/平方公里。